# Clubiona alveolata
Clubiona alveolata là một loài nhện trong họ Clubionidae.
Loài này thuộc chi Clubiona. Clubiona alveolata được Ludwig Carl Christian Koch miêu tả năm 1873.